# Maizeray
Maizeray település Franciaországban, Meuse megyében. Lakosainak száma 24 fő (2022. január 1.). Maizeray Harville, Marchéville-en-Woëvre, Pareid, Pintheville és Riaville községekkel határos.

## Népesség
A település népességének változása:
| Lakosok száma | 36   | 30   | 31   | 41   | 33   | 36   | 33   | 29   | 27   | 24   |
|               | 1968 | 1982 | 1990 | 2006 | 2013 | 2015 | 2017 | 2019 | 2020 | 2022 |